# Tina Tremmel
Tina Tremmel (* 9. Januar 1981 in Marburg) ist eine ehemalige deutsche Leichtathletin und Triathletin.

## Werdegang
Sie wurde im Crosslauf sowie über 3000 und 5000 m Deutsche Jugendmeisterin. Im Juniorenbereich gewann sie nationale Titel im 10-km-Straßenlauf und 3000-Meter-Hindernislauf und nahm 1999 an den Cross-Junioreneuropameisterschaften teil.
2001 und 2002 gewann Tremmel die Deutsche Hochschulmeisterschaft im Crosslauf. 2004 wurde sie Deutsche Vizemeisterin über 3000 m Hindernis.
2006, 2007 und 2009 konnte sie den Heidelberger Halbmarathon gewinnen, wobei sie bei ihrem letzten Sieg in 1:22:29 h den Streckenrekord aufstellte.
Im selben Jahr gewann sie auch den Halbmarathon im Rahmen des Allgäu-Panorama-Marathons mit einem Streckenrekord von 1:21:37 Stunden.
Mit dem HeidelbergMan konnte Tremmel 2008 einen Triathlon gewinnen, sie setzte sich in 2:22:29 h vor Katja Schumacher durch und holte sie sich damit auch den Titel bei den baden-württembergischen Meisterschaften im Triathlon. Beim HeidelbergMan 2010 wurde kurz vor dem Start wegen zu starker Strömung des Neckars das Schwimmen abgesagt und der Wettbewerb als Duathlon ausgetragen. Tina Tremmel wurde hinter Jenny Schulz Zweite. Tremmel startete für den TV Eckmannshausen und die MTG Mannheim. Seit 2010 tritt sie nicht mehr international in Erscheinung.
Sie lebt in Heidelberg und arbeitet als Ärztin.

## Sportliche Erfolge
| Datum/Jahr    | Rang | Wettbewerb    | Austragungsort | Zeit     | Bemerkung                                                             |
| ------------- | ---- | ------------- | -------------- | -------- | --------------------------------------------------------------------- |
| 1. Aug. 2010  | 2    | HeidelbergMan | Heidelberg     |          | hinter Jenny Schulz                                                   |
| 27. Juli 2008 | 1    | HeidelbergMan | Heidelberg     | 02:22:29 | Siegerin vor Katja Schumacher, neben Sebastian Kienle bei den Männern |
| 5. Aug. 2007  | 3    | HeidelbergMan | Heidelberg     |          |                                                                       |

| Datum/Jahr    | Rang | Wettbewerb                 | Austragungsort | Zeit     | Bemerkung                             |
| ------------- | ---- | -------------------------- | -------------- | -------- | ------------------------------------- |
| 23. Aug. 2009 | 1    | Allgäu-Panorama-Marathon   | Sonthofen      | 01:21:37 | Siegerin Halbmarathon                 |
| 26. Apr. 2009 | 1    | Heidelberger Halbmarathon  | Heidelberg     | 01:22:29 | Streckenrekord hatte bis 2018 Bestand |
| 8. Dez. 2002  | 1    | Crosslauf über 5.500 Meter | Köln           | 00:19:42 | Deutsche Hochschulmeisterin           |
| 23. Sep. 2001 |      | Straßenlauf 10 km          | Troisdorf      | 00:34:42 | persönliche Bestzeit                  |